# Yana Toboso
Yana Toboso (jap. 枢 やな, Toboso Yana; * 24. Januar 1984 in Warabi) ist eine japanische Comiczeichnerin und lebt derzeit in Yokohama. Unter dem Namen Rock Yanao (簗緒 ろく, Yanao Roku) ist sie außerdem Autorin von Boys-Love-Mangas.

## Werke
Rust Blaster ist ein Manga aus dem Jahre 2006. Die sechs Kapitel wurden von Square Enix in einem Band veröffentlicht. Es geht um einen Menschen und einen Vampir, die beide die Millennium Academy besuchen, eine Schule für Vampire und Menschen. Menschen werden dort beschützt und jeglicher Angriff auf sie wird bestraft. Al, ein Vampir und zugleich Sohn des Direktors, wird von seinem Vater mit einem menschlichen Jungen konfrontiert, den er beschützen muss. Der Mensch behauptet zu wissen, wann das Ende der Welt eintreten wird. Kurz darauf formen sich zwei Monde am Himmel, die das Ende der Welt einläuten. Nun müssen die beiden, zusammen mit einigen Verbündeten, zusammenarbeiten um die Welt zu beschützen.
Black Butler ist ein Manga, der seit 2006 in Japan erscheint. Veröffentlicht wird er von dem Square Enix’ Gekkan G Fantasy Magazin. Die Serie handelt von Sebastian Michaelis, einem Teufel, der als Butler dem jungen Ciel Phantomhive dient. Ciel ist das zwölfjährige Oberhaupt der adeligen Phantomhive-Familie. Eine Anime-Adaption wurde im Oktober 2008 zum ersten Mal ausgestrahlt.
Toboso war außerdem für Konzept und Charakterdesign des Computerspiels Twisted Wonderland verantwortlich.